# أندرو كارل بينيت
أندرو كارل بينيت (بالإنجليزية: Andrew Carl Bennett) هو ضابط أمريكي، ولد في 17 ديسمبر 1889 في غودلاند في الولايات المتحدة، وتوفي في 29 نوفمبر 1971.